# 4U 0142+61

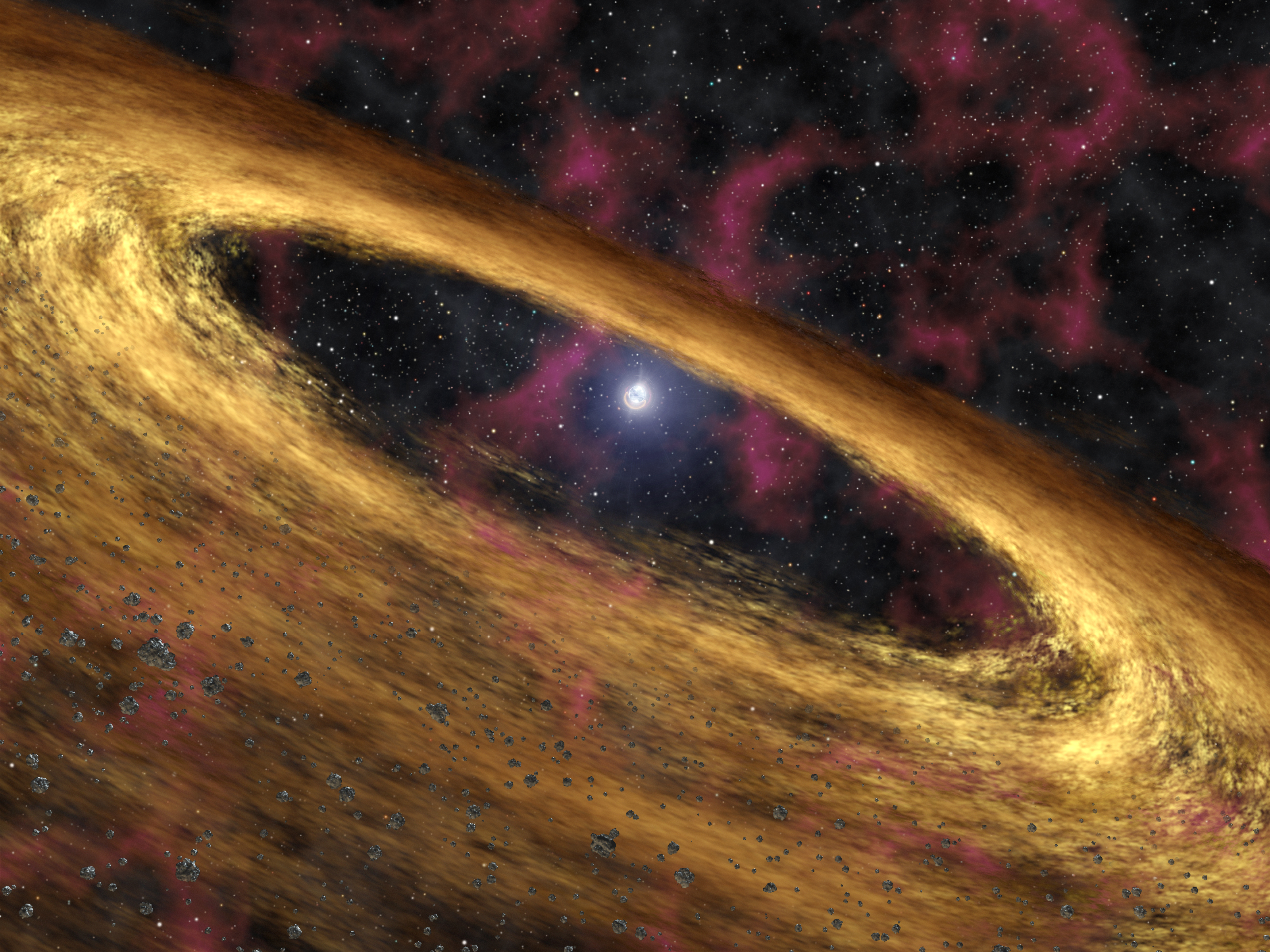
畫家筆下的想像圖

4U 0142+61是一顆位於仙后座的磁星，距離地球約13,000光年。
根據2006年4月6日出版的《自然》雜誌報導，麻省理工的Deepto Chakrabarty等人發現有一原行星盤圍繞著這顆脈衝星，因此或可證明有不少中子星均擁有自己的脈衝星行星，推翻之前人們認為中子星的強大電磁輻射無法使行星誕生的說法。而該原行星盤亦含有不少較重的金屬元素。另外，這顆恆星約於距今10萬年前發生超新星爆發。